# Tannerella
Genre
Espèces de rang inférieur
- Tannerella forsythia, espèce type
- Tannerella serpentiformis

Tannerella est un genre de bactéries à Gram négatif qui a été séparé des Bacteroides. Il est devenu le genre type de la famille Tannerellaceae et fait partie de l'ordre des Bacteroidales et du phylum Bacteroidota.

## Historique
La création du genre Tannerella s'est déroulée en 2002 à partir du renommage de l'espèce Bacteroides forsythus en Tannerella forsythensis grâce à des caractéristiques biochimiques particulière la différenciant des espèces les plus proches. Les études phylogéniques ont abouti à la création d'une nouvelle famille nommée Tannerellaceae avec ce genre Tannerella comme genre type et incluant aussi les Parabacteroides.

## Taxonomie

### Étymologie
L'étymologie du genre Tannerella est la suivante : Tan.ner.el’la N.L. fem. dim. n. Tannerella, nommé ainsi pour honorer Anne C. R. Tanner, une microbiologiste américaine qui a beaucoup contribué sur les bactéries périondotales,.

### Classification Phylogénique
L'analyse phylogénétique de l'ARNr 16S de la bactérie Bacteroides forsythus a présenté une similarité de séquence avec les espèces Bacteroides distasonis et Bacteroides merdae (88% et 91%, respectivement) qui sont les espèces les plus proches en phylogénie à ce moment-là mais suffisamment éloignée pour en faire une espèce et un genre distinct. Une autre analyse phylogénique a positionné trois espèces de Parabacteroides proche de Tannerella et plus proche de Porphyromonas que des Bacteroides ce qui a conduit le Bergey's Manual à classer ce groupe de bactéries à partir de 2010 dans la famille Porphyromonadaceae. En 2016, les Parabacteroides et les Tannerella sont reclassées dans la famille des Tannerellaceae nouvellement créée et incluses dans l'ordre des Bacteroidales, la classe des Bacteroidia et dans le phylum Bacteroidota. Ce déplacement des deux genres bactériens et le nouveau nom de famille a été validé en 2022 par l'International Committee on Systematics of Prokaryotes.

## Espèces
Le genre Tannerella comprend deux espèces, à savoir, l'espèce-type Tannerella forsythia et l'espèce Tannerella serpentiformis.